# Сорбит
Сорби́т, (сорбито́л), устаревшие названия — глюци́т, глюцито́л — органическое соединение, шестиатомный спирт. Имеет сладкий вкус.
Получают путём гидрирования глюкозы с восстановлением альдегидной группы до первичной спиртовой.
Используется в производстве аскорбиновой кислоты, в косметике, в качестве слабительного средства для лечения запоров и др.
Зарегистрирован в качестве пищевой добавки как E420.

## Нахождение в природе
В естественном виде встречается в косточковых плодах, водорослях, высших растениях.
Сорбит вырабатывается организмом человека естественным образом, хотя усваивается плохо. Слишком большое его количество в клетках организма может вызвать их дисфункцию.

## Применение
Сорбит часто применяется как заменитель сахара, его можно встретить в диетических продуктах и диетических напитках (например, жевательной резинке без сахара). Вещество является пищевым низкокалорийным подсластителем, так как позволяет обеспечить меньшее количество калорий/энергии для диетического питания — 2,6 килокалории (11 кДж) на 1 грамм, против 4 ккал (17 кДж) у обычного сахара (64 % от калорийности сахарозы), причём сладость меньше также на 40%. Также сорбит обладает желчегонным эффектом, поэтому его часто используют при тюбаже.
В современной косметике сорбит используется как гигроскопическое вещество и загуститель. С его помощью можно изготавливать прозрачные бесцветные гели, так как раствор остается прозрачным в широком диапазоне концентраций.
Сорбит входит в состав некоторых зубных паст в качестве удерживающего воду вещества (для предотвращения высыхания продукта).
Иногда сорбит используют в качестве гигроскопического вещества при производстве сигарет.
Сорбит считается важным химическим веществом для производства биотоплива из растительной биомассы. Полное восстановление сорбита водородом позволяет получать алканы, например гексан, которые можно применять в качестве биотоплива. Также в самом сорбите содержится достаточно водорода для реакции восстановления до гексана:
{\displaystyle {\ce {19C6O6H14 -> 13C6H14 + 36CO2 + 42H2O}}}.
Эта химическая реакция — экзотермическая. На 19 молей сорбита образуется 13 молей гексана. Реакция протекает при условии, что водород не взаимодействует с диоксидом углерода. Преимущество гексана перед обычным биотопливом вроде этанола в том, что он легко отделяется от воды. 
Сорбит используется для изготовления карамельного ракетного топлива.

## Свойства

### Физические
Бесцветные кристаллы со сладким вкусом. Имеет молярную массу 182,17 г/моль, плавится при 112 °C (безводная D-форма). Сорбит хорошо растворим в воде, плохо растворим в холодном спирте.

### Химические
Образует два кристаллогидрата с химическими формулами {\displaystyle {\ce {2C6H14O6.H2O}}} и {\displaystyle {\ce {C6H14O6.H2O}}}.
Вещество является типичным шестиатомным спиртом и проявляет обычные для полиолов свойства. Не восстанавливает реактив Фелинга.

## Физиологические свойства

### Последствия избыточного употребления
Употребление большого количества сорбита может привести к боли в животе, вздутию живота, диарее (от легкой до тяжелой). Избыточное потребление сорбита — более 20 г в день, например в виде жевательной резинки без сахара, приводит к тяжелой диарее, вызывающей непреднамеренную потерю веса или даже требующей госпитализации. В ранних исследованиях доза 25 г сорбита, употребляемого в течение дня, оказывала слабительное действие только у 5 % людей. Поскольку сорбит обладает большой молекулярной массой, при поступлении внутрь избыточного его количества только небольшая его часть абсорбируется в тонкой кишке, тогда как большая часть сорбита попадает в толстую кишку и может провоцировать диарею.
Употребление больших количеств сорбитола может усугубить синдром раздражённого кишечника и вызывать нарушение всасывания фруктозы.
Диабетическая ретинопатия и невропатия могут быть связаны с избытком сорбита в клетках глаз и нервов. Повышенная концентрация сахара при диабете значительно увеличивает активность полиолового пути метаболизма глюкозы в клетках. Результатом реакций этого пути являются низкая концентрация NADPH, накопление в клетках сорбита и образование избытка фруктозы и NADH, что ведет к нарушению окислительно-восстановительного баланса и оксидативному стрессу.

### Слабительное действие сорбитола (сорбита)
Сорбитол обладает ярко выраженным слабительным действием, увеличивающимся пропорционально принятому в организм количеству, и применяется в качестве слабительного средства для лечения запоров в слабительных препаратах в виде шоколадок и конфет.
Рекомендуемая суточная доза — 30—40 граммов (определяется индивидуально). Дозы в пределах 30—50 г (определяются индивидуально) вызывают метеоризм. Дозы свыше 45—50 г (определяются индивидуально) приводят к сильному слабительному воздействию, сопровождаемому метеоризмом.
Сорбитол можно использовать в качестве слабительного при пероральном приёме или в виде клизмы. Он действует как слабительное, притягивая воду в толстую кишку, стимулируя движения кишечника

## Безопасность
Нетоксичен. Класс опасности — 4.